# خیمنا کیروس
خیمِنا کیروس (اسپانیایی: Jimena Quirós‎؛ ۱۸۹۹–۱۲ مه ۱۹۸۳) دانشمند و متخصص اقیانوس‌نگاری و اقیانوس‌شناسی اهل اسپانیا بود. وی نخستین زن اقیانوس‌شناس در کشور اسپانیا شناخته می‌شود. او همچنین اولین زن عضو هیئت علمی مؤسسه اقیانوس‌شناسی اسپانیا محسوب می‌شود.

## اوایل زندگی
خیمِنا کیروس فرناندس ئی تیو در ۵ دسامبر ۱۸۹۹ در آلمریا به دنیا آمد. او کوچک‌ترین دختر یک خانواده پرجمعیت بود که به دلیل شغل پدرش، خوزه ماریا کیروس مارتین، مهندس نصب گاز که از مادرید به آلمریا آمده بود تا به عنوان مأمور مواد منفجره برای معادن فعالیت کند، مرتباً در حال سفر بودند. مادر او، کارمن فرناندز-تیو، معلم و کارآفرین ماهری بود که یک مدرسه خصوصی در این شهر اندلسی تأسیس کرده بود. به لطف فعالیت‌های مادر، تمامی فرزندان او پس از ترک خانواده توسط پدر، حمایت مالی و عاطفی لازم را دریافت کردند.
خیمِنا در سال ۱۹۱۷ پیش از آنکه ۱۸ ساله شود، به مادرید نقل مکان کرد، تا در دانشگاه مرکزی (که بعدها مبدل به دانشگاه کمپلوتنسه مادرید شد) در رشتهٔ علوم تحصیل کند، در حالی که در «اقامتگاه دختران جوان» (اولین مرکز رسمی برای تشویق تحصیلات دانشگاهی برای زنان در اسپانیا) زندگی می‌کرد. همان‌طور که «اقامتگاه دانشجویان» برای مردان دانشگاهی تبدیل به یک نهاد فرهنگی شد که بسیاری از روشنفکران برجسته اسپانیایی در آن زمان از آن برخاستند، زنان از دنیای فرهنگ، علم و سیاست در اسپانیا در نیمه اول قرن ۲۰، مانند ماروخا مایو، ماریا زامبرانو، کلارا کامپوامور، ماتیلده اوئیسی و ویکتوریا کنت به دلیل حضور در این اقامتگاه با کیروس آشنا بودند.

## حرفه علمی
علاقه او به اقیانوس‌شناسی تدریجاً زیاد شد و در آوریل ۱۹۲۰ و در حالی که تحصیلات خود را ادامه می‌داد، به عنوان کارآموز در پژوهش‌های علوم دریایی در مؤسسه اقیانوس‌شناسی اسپانیا (IEO) مشغول به کار شد. همان تابستان، او به سانتاندر سفر کرد تا به آماده‌سازی پروژه‌ای که سال بعد برگزار می‌شد کمک کند. در سال ۱۹۲۱، چند ماه پس از فارغ‌التحصیلی در رشته علوم با درجه عالی، او به اولین دانشمند زن اسپانیایی در یک کارزار اقیانوس‌شناسی تبدیل شد. این اکتشاف که تحت سرپرستی مؤسسه اقیانوس‌شناسی اسپانیا برگزار می‌شد، یک ماه طول کشید و سواحل اسپانیایی دریای مدیترانه را مورد بررسی قرار داد. خیمِنا در این پروژه به عنوان دستیار اقیانوس‌شناس و زیست‌شناس فرانسوی «ژولین تووله» از دانشگاه نانسی مشغول به کار بود. پس از بازگشت و تنها در سن ۲۲ سالگی، او در یک آزمون رقابتی پیروز شد و به آزمایشگاه مؤسسه اقیانوس‌شناسی اسپانیا در جزایر بالئاری پیوست. او اولین دانشمند زن بود که توسط این مؤسسه اسپانیایی در کل دوران خود استخدام شد.
در مارس ۱۹۲۲، او به آزمایشگاه‌های واقع در مالاگا منتقل شد تا به تحقیق در مورد زیست‌شناسی نرم‌تنان بپردازد. نشریه ماهیگیری مؤسسه اقیانوس‌شناسی اسپانیا در سال ۱۹۲۳ مقاله‌ای از این کار منتشر کرد که اولین مقاله علمی اقیانوس‌شناسی بود که توسط یک زن در اسپانیا نوشته شده بود. در این مطالعه، خیمِنا زیست‌شناسیِ بیش از چهل گونه را بررسی کرد و همچنین کاهش تعداد برخی از این گونه‌ها در مناطق صیادی خلیج مالاگا گزارش داد.
در سال ۱۹۲۵، آدریان روبر، استاد دانشگاه سوربن (پاریس)، دوره‌ای در زیست‌شناسی دریا در مؤسسه اقیانوس‌شناسی اسپانیا برگزار کرد. خیمِنا که به این موضوع علاقه‌مند بود، برای کار در تابستان به آزمایشگاه دانشگاه پاریس و ایستگاه بیولوژیکی روسکوف در برتانی فرانسه سفر کرد. علاقه فزاینده او به سفر و یادگیری باعث شد که برای دریافت بورسیه یک‌ساله در آزمایشگاه فیزیولوژی دانشگاه کلمبیا در نیویورک درخواست دهد و با برخی از بهترین دانشمندان آن زمان کار کند. او در سال ۱۹۲۶ این بورسیه را دریافت کرد و به آنجا سفر کرد تا در زمینه جغرافیای طبیعی جو و اقیانوس‌ها تحقیق کند و از وقت خود در خارج از کشور به بهترین نحو استفاده کند.

## فعالیت سیاسی
خیمنا کیروس علاوه بر فعالیت‌های علمی، یک فعال برجسته در زمینه برابری جنسیتی بود و در سیاست برای بهبود حقوق زنان مبارزه می‌کرد. از سال ۱۹۲۴، او نایب رئیس انجمن زنان دانشگاهی اسپانیا بود و در سال ۱۹۲۸ رهبری سازماندهی کنفرانس فدراسیون بین‌المللی زنان دانشگاهی (IFUW) را بر عهده گرفت. خیمنا کیروس در سال ۱۹۳۰، پس از سقوط دیکتاتوری میگل پریمو د ریورا به حزب جمهوری‌خواه سوسیالیست رادیکال پیوست. از سال ۱۹۳۲، او ریاست کمیته زنان حزب را بر عهده داشت و در تلاش بود تا حقوق برابر برای زنان را به دست آورد.